# Everything Is Broken
Everything is Broken è un EP dei The Age of Information, pubblicato l'11 settembre 2007 indipendentemente.

## Il disco
È la prima pubblicazione della band dopo il cambio di nome da "Trading Yesterday". 
 L'EP mostra la svolta musicale intrapresa da David Hodges e Steven McMorran dopo l'abbandono di Mark Colbert: melodie alternative e l'abbandono di chitarra acustica e pianoforte in favore di chitarra elettrica e sintetizzatori ne sono conseguenze.
Tre tracce aggiuntive furono registrate, ma non pubblicate. Tra queste, Tearing Us Apart contiene nel ponte campionamenti del ponte di Break Your Heart.

## Lista tracce
1. Knowledge (David Hodges, Steven McMorran) – 4:44
2. Outside (Hodges, McMorran) – 3:40
3. Tell Her Something (Hodges) – 3:37
4. Break Your Heart (Hodges) – 4:24
5. Soma (Hodges, McMorran, Will "Science" Hunt, Josh Dunahoo) – 2:40
6. Falling Out of Love (Hodges) – 4:15

## Formazione
- David Hodges – voce, tastiera
- Josh Dunahoo – chitarra
- Steven McMorran – basso, cori
- Will "Science" Hunt – batteria, programmazione